# くりーくん
『くりーくん』は、ハグキによる日本の漫画作品。『good!アフタヌーン』（講談社）誌に連載された。作者が連載する『ハトのおよめさん』と比較すると時事ネタ・下ネタ・暴言ネタがかなり抑えられているが、「ハトよめ」と同様シュールかつ風刺とペーソスに溢れる作風となっている。

## 概要
森のネズミ「くりーくん」を中心に、動物たちの生活を描いた作品。彼らはかわいらしいフォルムで小規模な生活をしているが、社会生活は人間同様に甘くない。リストラや離婚、娘の親離れ、就職活動などなど、一筋縄ではいかない日々の苦楽が淡々と描かれていく。一部スター・システムを採用しており、しばしば『ハトよめ』のセルフパロディらしきキャラクターが登場する。第15話ではカバのラーメン屋の働きぶりが垣間見られる。また第18話では、医者の「ニャールセン」が『ハトよめ』と同名で登場した。

## 登場人物
クリーク=チーズ
主人公である白ネズミ。通称くりーくん。見た目は種族もあいまってかわいらしいが、娘から加齢臭を指摘される年頃。「建築デザイナーになりたくて家具屋に就職」したが、リストラで妻子に逃げられ、養育費と慰謝料で首の回らない毎日を送る。かつて娘が誕生日にくれた傘を支えに、山の幸ギルドで日雇いの山菜取りに励む。分析的かつ冷静な常識を持ち併せた性格で、常につっこまれるよりもつっこみ役である（ただし嫁と愛娘にだけは弱い）。物語の終盤で、あるエピソードによって彼の名（クリーク=チーズ）が「化ける」ことになる。
ケント=グリズリー
クマ。通称ケンちゃん。歯が抜けている。学生時代は陸上部でクリークの後輩だった。芸人を目指しながら親元でニート生活をしている。かなりの天然で、ギャグや言動にどこかズレたところがあるが、芸人の芽は出かけている模様。
パリゴ
トビネズミ。『ハトよめ』のパリコレと同様の酷いフォルムである。軽薄な若者だが、派遣運送業などに従事して暮らし向きは比較的良く、車を乗り回している。ケントとは一見そりが合わないが、漫才をすると意外と相性がいい模様。
スプーン
クリークの溺愛する一人娘。登場時はマウス大で幼児語を喋ったが、すぐに成長。勉強と繁華街の誘惑に葛藤する。
バッフィー
クリークの元妻。定期的に刺々しい口調で養育費をせびりに来る。娘を思う気持ちは強く、クリークから得た養育費とパートで月謝を捻出して塾に通わせている。
バードメッセンジャー
ハト。姿も口調も『ハトよめ』のハトのヨメに似る。夫のパン屋が芳しくないため共働きしており、携帯電話を持たない層をターゲットに、有料で空を飛んで伝言する業務に従事している。

## 用語
アニマル、ミニマル
動物たちの通貨単位。クマなどの大型獣はアニマル、ネズミなどの小動物はミニマルを主に使う。貨幣価値も大きく違い、1アニマルは10ミニマルに相当する。
また当初と第7話以降では物価が大きく異なるが、後者はおおむね大型獣を人間と見た場合1アニマル≒1円程度。
山の幸ギルド
山菜を扱う小動物の農業組合。買取りリストに従って小動物の集めてきた山菜を換金する。

## 単行本
1. 第1巻（2010年6月7日発売） ISBN 9784063106695
2. 第2巻（2012年7月6日発売） ISBN 9784063878301